# التسويق بالعمولة
التسويق بالعمولة (بالإنجليزية Affiliate Markting) هي إستراتيجية تسويقية تقوم على أساس مشاركة العائد بين المعلن أو التاجر والناشر أو الراعي لبرامج االتسويق بالعمولة إن برنامجَ التسويق بالعمولة هو عبارة عن نموذج للعائد يستطيع أن يؤسس من خلاله أعمالا ناجحة، ويصنع الدخل المستمر. التسويق ببرامج المشاركة يستخدم موقعاً واحداً لجلب الزائرين لموقع أخر، وهذا شكل من أشكال التسويق المباشر.
إن برامج التسويق بالعمولة تتداخل مع نماذج التسويق بالإنترنت، لأن برامج المشاركة غالبا تستخدم طريقة الإعلان العادية. وهذه الطرق شاملة محركات البحث، محركات البحث المدفوعة، والتسويق بالبريد الإلكتروني وفي بعض الحالات العرض المباشر للإعلان، مثل النشر لمنتجات أو خدمات معروضة بواسطة الشريك.

## برامج التسويق بالعمولة باستخدام الدفع بالزيارة (pay-per-click)
إن برامج المشاركة بواسطة الدفع بالزيارة تعاني منذ عدة سنوات بسبب الضغط الكبير للزيارات وبسبب الزيارات الكاذبة وقلة الدخل الناتج من الزيارة عندما نقارن المدفوع للمشاركة من الواقع الفعلي للدفع بالزيارة، مع مقارنة التدفق النقدي من النموذج المعتمد على الدفع من خلال البيع الفعلي.
وعلى أية حال فان الدفع مقابل الزيارة في برامج المشاركة لايزال ناجحاً طالما المسوقون بالإنترنت يستمرون في بناء المواقع التي تقدم الكثير من المحتويات ذات الجودة العالية.
إن الموقع الذي يبني ويقدم خبرة قيمة نافعة لزائريه سيتمتع بكثافة الزيارة والتي تجلب لهم دخلاً بواسطة كثافة الزيارة.
إن أحد المختصيين يذكر أن خبرة التسويق بالإنترنت تحتاج إلى تدفق نقدي وهذا يحتاج إلى كثافة الزيارة مقارنة مع النظم العادية لكي يعطي دخلاً جيداً قياسياً. وكما هو الحال هناك بعض الحقيقة في هذا إذا كان هدفك اختيار مواضيع تؤدي فقط إلى دفع اقل بالزيارة.
ومثال على ذلك: بأن تملك صفحة ممتعة بالسفر تحتوي على عنوان إلى موقع رِحلات وبمجرد أن يقوم الزائر لصفحتك بالضغط على العنوان تحصل على عمولة.

## التطور التاريخي
تطور برنامج المشاركة التسويقي سريعا منذ تدشينه في مواقع التجارة الإلكترونية حيث كان يعتبر لعبة تسويق في بداية الإنترنت، وأصبحت برامج المشاركة جزء مهما من مجمل خطط الأعمال وفي بعض الحالات تمت بشكل كبير اعظم من الأعمال التقليدية وبالإشارة إلى تقرير يفيد أن إجمالي المبيعات المحققة من برامج المشاركة بالإنترنت للعام 2006 م كان 2.16 مليار جنية استرليني في المملكة المتحدة فقط وكان المقدر في العام 2005 م فقط 1.35 مليار جنية استرليني.
وتشير MarketingSherpa's إن عائدات برامج المشاركة في العالم للعام 2006م تقدر بما لايقل عن 6.5 مليار دولار أمريكي، ستكون هذه عبارة عن عمولات من المصادر المتنوعة في تجارة التجزئة، خِدمات التمويل الشخصي، الألعاب، السفر، الاتصالات، التعليم، النشر، ومن الإعلانات الثابتة في البرامج الأخرى مثل الإعلانات في محرك البحث Google.
وعلاوة على ذلك، Amazon.Com واحد من أول الأعمال التجارية عبر الإنترنت التي جنت عائدات من برامج المشاركة، حيث يقدم برنامج مشاركة تسويقي تستخدمه بعض المواقع للربح مقابل عرض الخدمات، مثل موقع أمازون عربي الذي يقدم خدمة البحث باللغة العربية ويقوم في ربحه على برنامج المشاركة من أمازون.
حاليا القطاعات الثلاثة المتوقع أن تشهد أكبر نسبة نمو هي الهاتف النقال، والمالية، وقطاعات السفر. وقريبا بعد هذه الاقسام سيأتي قسم الترفيه (خاصة الألعاب) وخدمات الإنترنت وبعض برامج المشاركة الأخرى التي تجذب المعلنين والمسوقين ورجال الأعمال.

## المميزات
- المرونة: يمكنك التحكم ببدء حملتك الإعلانية متي تشاء وايقافها في أي وقت تشاء – الإعلان يظهر 24 ساعة
- الاستهداف الجغرافي: يمكنك استهداف مكان جغرافي (القاهرة أو الرياض مثلاً) معين لظهور إعلانك
- الحصول على عملاء جدد لشركتك: تساعدك ادوردز على الحصول على عملاء جدد وبالتالي زيادة أرباحك
- التكلفة المنخفضة: لا تدفع إلا مقابل الشخص الذي يضغط على إعلانك فقط
- الوعي بشركتك: ترسيخ الصورة الذهنية لاسم شركتك (Brand) في عقول عملائك
- الانتشار الواسع: إعلانك لا يظهر في نتائج محركات البحث فقط، ولكن يظهر في آلاف المواقع الإلكترونية الأخرى (content network).
- المتابعة والتقييم: يمكنك حساب عائد الاستثمار (ROI) في حملتك الدعائية

## أبرز اتجاهات التسويق بالعمولة في الوطن العربي خلال الأعوام القادمة
توجد الكثير من التغييرات التي يتوقع أن تحدث في قطاع التسويق عبر المشاركة في العالم العربي ابتداء من السنة 2020، ويبقى الهدف منها تطوير القطاع وزيادة عدد المستثمرين فيه. الأمر الذي سيؤدي إلى نشاط المسوقين بشكل جيد ورفع عائداتهم من هذا النشاط.
لكن، هذا سيتطلب من كل مسوق وصانع محتوى أن يعرف هذه التغييرات التي ستحدث في هذا القطاع للحفاظ على موقع مميز في هذا المجال الذي يتغير يوم بعد يوم.
بعض من هذه التحديثات التي يشهدها المجال ولكن ستزداد وتيرتها ابتداء من 2020 هي الاعتماد على الذكاء الاصطناعي في استراتيجيات وأنظمة التسويق بالعمولة. أما التطورات الأخرى، فهي النتيجة التي تم جمعها بالاعتماد على أداء هذا السوق في السنوات الماضية، والتي يتوقع أن تنموا ابتداء من 2020.

### 1. المحتوى العالي الجودة هو الملك
ستزداد سيطرة المحتوى العالي الجودة والقيم، المحتوى الذي يلبي احتياجات المستخدمين وينال رضاهم. حيث الآن تعتبر تجرِبة المستخدم هي ما تركز عليه محركات البحث ومواقع التواصل الاجتماعي؛ جوجل وظفت الذكاء الاصطناعي وحدثت الخوارزميات لتصنيف وترتيب النتائج بحسب تجرِبة المستخدم عبر تقنية «رانك برين».
في المقابل، قامت الفيسبوك وانستقرام بتجارب إخفاء عدد إعجابات المنشورات لجعل المؤثرين وناشري المحتوى يركزون على الجودة عوض عدد الإعجاب.

### 2. الفيديو والبودكاست هما الأكثر تأثيرا على المستخدمين (السرد القصصي التسويقي)
في السنوات القليلة الماضية، بات مستخدمو الإنترنت يفضلون نوع آخر من المحتوى، محتوى بعيد من أي إعلان ترويجي ومقالات تبين مميزات ومواصفات المنتج. بل محتوى يبين لهم بأن المشاكل التي يواجهونها حلها يتمثل بشراء المنتج الذي يتم الترويج له.
إضافة لذلك، يشتري المستخدمون المنتجات التي يتم نشر قصص تجارِب المستخدمين معها والتي تبين لهم الغاية منها وتعلمهم كيف يستخدمونها.

### 3. البحث باستخدام الأوامر الصوتية والكلمات المفتاحية
للحصول على مزيد من حركة مرور الزوار من محركات البحث إلى المواقع التي يتم الترويج فيها لعروض التسويق بالعمولة، لابد أن يتم تحسين هذه المواقع جيدا لمحركات البحث بواسطة التركيز على الكلمات المفتاحية التي يستخدمها الزوار للبحث عن العروض الذي يتم الترويج لها.
يجب أيضا الاهتمام بالتحسين للأوامر الصوتية التي بات أساسيا وزاد استخدامه منذ العام 2019، ومن المتوقع أن يتطور ويكثر استخدامه في الأعوام القادمة بسبب احتواء الأجهزة الحديثة على مساعدين صوتيين باستخدام الذكاء الصناعي.

### 4. التسويق عبر المؤثرين
من الأساليب التسويقية التي باتت تكبر وتستحوذ على نسبة مهمة من سوق التجارة الالكترونية، حيث باتت الكثير من العلامات التجارية تعتمد على المؤثرين على منصات التواصل الاجتماعي من أجل الترويج لمنتجاتها وخدماتها.
لذلك، إذا كان المسوق يتوفر على صفحات نشطة على وسائل التواصل الاجتماعي وينشر محتوى مميز باستمرار في مجال معين، فعليه أن يستغلها في التسويق بالعمولة لعروض الشركات من نفس مجاله لربح عمولات على كل عملية بيع أو تحويل.
كانت هذا بعض من أبرز الاتجاهات التي سيشهدها قطاع التسويق عبر المشاركة في الوطن العربي خلال السنوات القادمة، وستخدم هذه التطورات كل من المسوقين عبر إيجاد الكثير من الفرص للترويج للعروض والحصول على عمولات مهمة حتى للشركات التي ستستطيع الوصول لمزيد من العملاء الجدد وبيع المزيد من المنتجات والخدمات.